# Dick Durbin
Pour les articles homonymes, voir Durbin.
Richard Joseph Durbin, dit Dick Durbin, né le 21 novembre 1944 à East Saint Louis (Illinois), est un avocat et homme politique américain, membre du Parti démocrate.
De 1983 à 1997, il représente le vingtième district de l'Illinois à la Chambre des représentants des États-Unis avant de siéger au Sénat fédéral pour le même État dès 1997.
En 2025, il redevient numéro deux (Whip) de la minorité démocrate au Sénat après l'avoir déjà été de 2005 à 2007 et de 2015 à 2021. De 2007 à 2015, puis de 2021 à 2025, il est whip de la majorité au Sénat.

## Biographie

### Enfance et études
Richard Durbin est né le 21 novembre 1944 à East Saint Louis dans l'Illinois d'un père d'origine irlandaise et d'une mère d'origine lituanienne.
Il finit ses études au lycée d'East Saint Louis en 1962. Pendant ses années au lycée, il travaille dans une usine d'abattage. Il obtient un baccalauréat en sciences à l'université de Georgetown en 1966. Il est stagiaire au sein du cabinet parlementaire du sénateur de l'Illinois Paul Simon durant sa dernière année à l'université. Durbin obtient un Juris Doctor de l'université de Georgetown en 1969 et est admis au barreau de l'Illinois un an plus tard.

### Vie professionnelle
Après la fin de ses études à la faculté de droit, Durbin devient conseiller juridique du Lieutenant-gouverneur de l'Illinois Paul Simon de 1969 à 1972. Ensuite il est conseiller juridique du Comité judiciaire du Sénat de l'Illinois de 1972 à 1982. Après la défaite de Durbin pour le poste de lieutenant-gouverneur, il décide de travailler comme un professeur à mi-temps à la faculté de médecine de l'université d'Illinois du Sud pendant cinq ans tout en continuant à exercer le droit.

### Premiers pas en politique
En 1978, Richard Durbin est le colistier de Michel Bakalis pour le poste de Lieutenant-gouverneur de l'Illinois, mais ils sont finalement battus par les républicains Jim Thompson et David O'Neal.

### Vie privée
Dick et sa femme Loretta ont deux filles, Christine et Jennifer, et un fils, Paul. Après plusieurs semaines à l'hôpital avec des complications en raison d'une maladie du cœur[Lequel ?], leur fille Christine décède le 1er novembre 2008.

## Chambre des représentants des États-Unis

### Première campagne législative
En 1982, Durbin remporte l'investiture démocrate pour le vingtième district de l'Illinois, qui inclut la majeure partie de Springfield. Il crée la surprise en battant le représentant républicain sortant, titulaire du poste depuis vingt-deux ans Paul Findley.

## Sénat des États-Unis
Le 7 janvier 1997, Richard Durbin prête serment devant le vice-président des États-Unis de l'époque Al Gore comme sénateur junior de l'Illinois.
En avril 2025, il annonce qu'il ne sera pas candidat à sa réélection lors des élections de novembre 2026, marquant donc son retrait de la vie politique après 44 ans passés au Congrès.

### Première campagne sénatoriale
En 1996, Dick Durbin après avoir battu Pat Quinn dans une primaire devient le candidat du parti démocrate pour remplacer le sénateur démocrate sortant Simon, qui décide de ne pas se représenter. Son principal adversaire est alors le républicain Al Salvi. Bien que l'on se soit initialement attendu à ce que cette élection sénatoriale soit serrée, Durbin l'emporte avec 15 points d'avance, profitant sans aucun doute de la large victoire de Bill Clinton cette année-là dans l'Illinois.

### Un candidat potentiel à la vice-présidence
Lors de l'élection présidentielle américaine de 2000, le candidat du Parti démocrate Al Gore a inscrit le sénateur Durbin comme colistier possible pour le poste de vice-président des États-Unis. Cependant Gore choisit finalement le sénateur du Connecticut Joseph Lieberman.

## Histoire électorale
| Fonction                                                              | Années |             | Candidat démocrate | Voix   | %                |           | Candidat républicain | Voix   | %    |
| --------------------------------------------------------------------- | ------ | ----------- | ------------------ | ------ | ---------------- | --------- | -------------------- | ------ | ---- |
| Sénat de l'Illinois (50e district)                                    | 1976   |             | Dick Durbin        | 47 112 | 49.1             |           | John Davidson        | 48 760 | 50.9 |
| Lieutenant-gouverneur de l'Illinois                                   | 1978   | Dick Durbin | 1 263 134          | 40.1   | David O'Neal     | 1 859 684 | 59.0                 |        |      |
| Chambre des représentants des États-Unis (20e district de l'Illinois) | 1982   | Dick Durbin | 100 758            | 50.4   | Paul Findley     | 99 348    | 49.6                 |        |      |
| Chambre des représentants des États-Unis (20e district de l'Illinois) | 1984   | Dick Durbin | 145 092            | 61.3   | Richard Austin   | 91 728    | 38.7                 |        |      |
| Chambre des représentants des États-Unis (20e district de l'Illinois) | 1986   | Dick Durbin | 145 092            | 68.1   | Kevin McCarthey  | 69 303    | 31.9                 |        |      |
| Chambre des représentants des États-Unis (20e district de l'Illinois) | 1988   | Dick Durbin | 153 341            | 68.9   | Paul Jurgens     | 59 291    | 31.1                 |        |      |
| Chambre des représentants des États-Unis (20e district de l'Illinois) | 1990   | Dick Durbin | 130 114            | 66.2   | Paul Jurgens     | 66 433    | 33.8                 |        |      |
| Chambre des représentants des États-Unis (20e district de l'Illinois) | 1992   | Dick Durbin | 154 869            | 56.5   | John Shimkus     | 119 219   | 43.5                 |        |      |
| Chambre des représentants des États-Unis (20e district de l'Illinois) | 1994   | Dick Durbin | 108 034            | 54.8   | Bill Owens       | 88 964    | 45.2                 |        |      |
| Sénat des États-Unis (Illinois - Classe 2)                            | 1996   | Dick Durbin | 2 384 028          | 56.1   | Al Salvi         | 1 728 824 | 40.7                 |        |      |
| Sénat des États-Unis (Illinois - Classe 2)                            | 2002   | Dick Durbin | 2 103 766          | 60.3   | Jim Durkin       | 1 325 703 | 38.0                 |        |      |
| Sénat des États-Unis (Illinois - Classe 2)                            | 2008   | Dick Durbin | 3 613 210          | 67.8   | Steven Sauerberg | 1 520 896 | 28.5                 |        |      |
| Sénat des États-Unis (Illinois - Classe 2)                            | 2014   | Dick Durbin | 1 929 637          | 53.5   | Jim Oberweis     | 1 538 522 | 42.7                 |        |      |
| Sénat des États-Unis (Illinois - Classe 2)                            | 2020   | Dick Durbin | 3 278 930          | 54.9   | Mark Curran      | 2 319 870 | 38.9                 |        |      |

## Positionnement politique
Le sénateur Durbin est considéré comme une démocrate libéral (au sens américain), à l'aile gauche du parti démocrate.